# Chris Morgan
Chris Morgan (Chicago, 24 november 1966) is een Amerikaans filmproducent en scenarioschrijver.
Morgan is vooral bekend als scenarist en producent van The Fast and the Furious-franchise. In 2011 tekende Morgans productiebedrijf Chris Morgan Productions, een first-look deal met Universal Studios. In 2013 richtte Morgan een televisieproductiebedrijf op met een first-look deal bij Fox Broadcasting Company.

## Filmografie

### Film
| Jaar | Titel                                      | Opmerkingen                      |
| ---- | ------------------------------------------ | -------------------------------- |
| 2004 | Cellular                                   | scenario                         |
| 2006 | The Fast and the Furious: Tokyo Drift      | scenario                         |
| 2008 | Wanted                                     | scenario                         |
| 2009 | Fast & Furious                             | scenario                         |
| 2011 | Fast Five                                  | scenario                         |
| 2013 | Fast & Furious 6                           | scenario en uitvoerend producent |
| 2013 | 47 Ronin                                   | scenario                         |
| 2015 | Furious 7                                  | scenario en uitvoerend producent |
| 2015 | The Vatican Tapes                          | verhaal en producent             |
| 2017 | The Fate of the Furious (Fast & Furious 8) | scenario en producent            |
| 2017 | The Mummy                                  | producent                        |
| 2018 | Bird Box                                   | producent                        |
| 2019 | Fast & Furious Presents: Hobbs & Shaw      | scenario, verhaal en producent   |
| 2019 | Witches in the Woods                       | uitvoerend producent             |
| 2023 | Shazam! Fury of the Gods                   | scenario, verhaal                |
| 2023 | Fast X                                     | uitvoerend producent             |
| 2023 | Bird Box Barcelona                         | producent                        |
| 2024 | Red One                                    | scenario en producent            |

### Televisie
| Jaar      | Titel                     | Opmerkingen                                                  |
| --------- | ------------------------- | ------------------------------------------------------------ |
| 2009-2013 | The Troop                 | bedenker en uitvoerend producent (40 afleveringen)           |
| 2013      | Big Thunder               | uitvoerend producent (televisiefilm)                         |
| 2014      | Gang Related              | bedenker, scenario en uitvoerend producent (13 afleveringen) |
| 2019-2021 | Fast & Furious Spy Racers | uitvoerend producent (52 afleveringen)                       |